# Chuvasios
Los chuvasios (en chuvasio: чǎвашсем, en ruso: чуваши) son un  pueblo túrquico, una rama de los onoguros, nativos de un área que se extiende desde la región del Idel-Ural hasta Siberia. La mayoría de ellos vive en Chuvasia y las áreas circundantes, aunque las comunidades de chuvasios se pueden encontrar en toda Rusia. Su lengua nativa es el chuvasio, un idioma túrquico único que se separó de otros idiomas de la familia hace más de un milenio. Según el censo soviético de 1989, la población chuvasia era de 1.843.300; 907.000 de ellos viven en Chuvasia.

## Etnónimo e identidad
No existe una etimología universalmente aceptada de la palabra chuvasio, pero hay tres teorías principales. La teoría popular aceptada por la gente de Chuvasia sugiere que chuvasio es una adaptación al resto de lenguas túrquicas procedente de la lengua ogúrica de Suvar (pueblo sabir), un etnónimo de personas que se consideran ampliamente como los antepasados de la gente moderna de Chuvasia. Hay una teoría sugiere que la palabra chuvasio puede derivarse del turco común jăvaš (gentil, amable, pacífico), a diferencia de şarmăs (guerrero). Otra teoría es que la palabra se deriva de tuoba, un clan de Xianbei de principios de la Edad Media y fundadores de la dinastía Wei del Norte en China. El antiguo nombre turco tabghach (tuoba en mandarín) fue utilizado por algunos pueblos del interior de Asia para referirse a China mucho después de esta dinastía. Gerard Clauson ha demostrado que a través de cambios de sonido regulares, el nombre del clan tabghach puede haberse transformado en el etnónimo chuvasio.
Hay dos escuelas de pensamiento rivales sobre el origen del pueblo chuvasio. Una es que se originaron a partir de una mezcla entre las tribus túrquicas sabires Bulgaria del Volga y también, según algunas investigaciones, mezcladas con poblaciones locales ugrofinesas. La otra creencia es que los chuvasios puede haber descendido de los búlgaros anteriores al Volga, según una conexión lingüística del chuvasio con el grupo lingüístico túrquico.
Los antepasados más cercanos de la gente de Chuvasia parecen ser los bulgáricos del Volga. Naturalmente, han estado sujetos a mucha infusión e influencia, no solo de los pueblos ruso y túrquico, sino también de las tribus finlandesas vecinas, con quienes fueron persistente y erróneamente identificados durante siglos, quizás ayudados por el hecho de que el idioma chuvasio es un idioma altamente forma divergente de túrquico, y no fue fácilmente reconocido como tal. El chuvasio se clasifica, junto con el idioma bulgárico extinto, como el único miembro que queda de la rama ogúrica de la familia de idiomas túrquicos.
Se cree que existen conexiones lingüísticas y ancestrales entre chuvasios y jázaros, ya que los sabires del Volga estaba al servicio del kanato jázaro y se considera que las lenguas de ambas naciones comparten la rama ogur de las lenguas túrquicas. Dieter Ludwig sugirió que los jázaros eran los primeros sabires que habían formado una alianza con los uar de Jorasmia en su tesis doctoral (un pueblo posiblemente relacionado con los hunos blancos o los ávaros de Panonia que más tarde invadieron Europa del Este).

## Historia
Se cree que los antepasados túrquicos del pueblo chuvasio procedían del centro de Siberia, donde vivían en la cuenca del río Irtish (entre las cordilleras de Tian Shan y Altái) al menos desde finales del tercer milenio a. C. A principios del siglo I, los bulgáricos comenzaron a moverse hacia el oeste a través de Zhetysu y las estepas de la actual Kazajistán, llegando al norte del Cáucaso en el siglo II y el siglo III d. C. Allí establecieron varios estados, como la antigua Bulgaria en la costa del mar Negro y el Principado de Suar en la actual Daguestán.
La antigua Bulgaria se dividió en la segunda mitad del siglo VII después de una serie de invasiones jázaras exitosas. Parte de su población huyó al norte, a la región Volga-Kama, donde establecieron es estado de Bulgaria del Volga, que eventualmente se volvió extremadamente rica: su capital era entonces la cuarta ciudad más grande del mundo. Poco después, el Principado de Suar fue obligado a convertirse en un estado vasallo de Jazaria. Aproximadamente medio siglo después, los suares participaron en las guerras árabe-jázara de 732-737. La adopción del Islam a principios del siglo X en la Bulgaria del Volga llevó a la mayoría de su gente a abrazar esa religión.
Después de que los mongoles destruyeran la Bulgaria del Volga en 1236, la Horda de Oro mantuvo el control de la región hasta su lenta disolución desde c. 1438. El kanato de Kazán se convirtió entonces en la nueva autoridad de la región y de Chuvasia. El nombre moderno chuvasio comenzó a aparecer en registros a partir del siglo XVI de fuentes rusas y extranjeras.
En 1552, los rusos conquistaron kanato de Kazán y sus territorios. Los chuvasios, obligados a pagar un yasak (tributo), fueron despojados gradualmente de gran parte de su tierra. Muchos chuvasios que tradicionalmente se dedicaban a la agricultura se vieron obligados a convertirse en trabajadores en condiciones de servidumbre en la industria maderera o a trabajar en barcazas debido a la creciente pobreza. Los siglos siguientes vieron la cristianización y la rusificación de Chuvasia. Durante este período, la mayoría de chuvasios se convirtió al cristianismo ortodoxo, pero los zares nunca lograron su rusificación completa.
El historiador ruso Vasili Tatíshchev visitó personalmente las tierras de Bulgaria del Volga y escribió en 1768:

Por el río Volga, los chuvasios, los antiguos bulgaros del Volga, llenaron todo el condado de Kazán y Simbirsk. Ahora, después de recibir el bautismo, quedan muy pocos de ellos, porque muchos, no queriendo ser bautizados, se mudaron a los baskires y se establecieron en otros condados.
V. N. Tatishchev. "Russian History". Part I. Chapter 22.

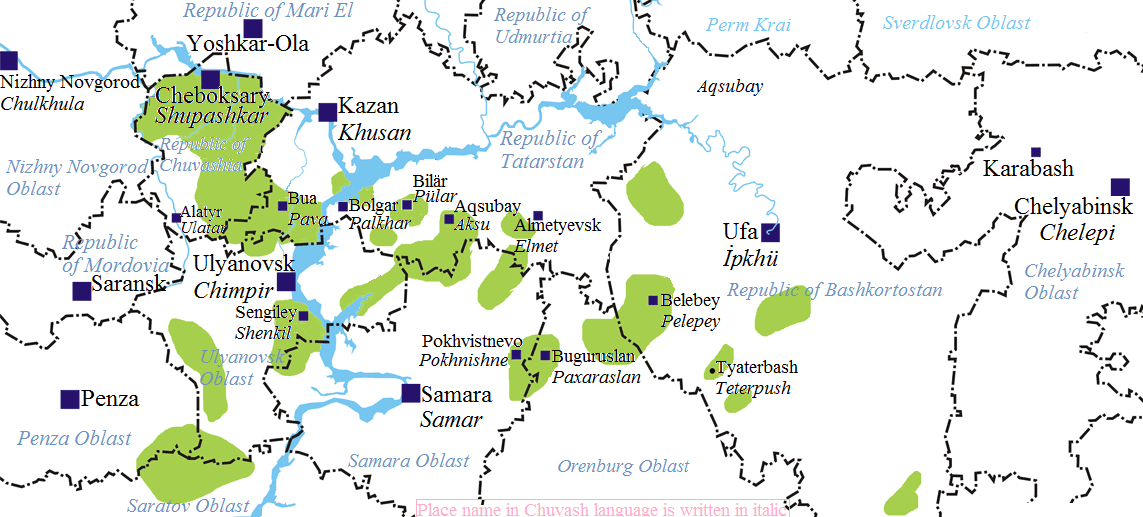
Diáspora chuvasia en el distrito federal del Volga.

Los siglo XVIII y XIX vieron el renacimiento de la cultura chuvasia y la publicación de muchas obras educativas, literarias y lingüísticas, junto con el establecimiento de escuelas y otros programas. El idioma chuvasio comenzó a usarse en las escuelas locales y en 1871 se creó una escritura especial para el idioma chuvasio.
El 24 de junio de 1920, el gobierno bolchevique de la RSFSR estableció el óblast autónomo Chuvasio, que se convirtió en la República Autónoma Socialista Soviética de Chuvasia el 21 de abril de 1925. Alrededor de este tiempo creció el nacionalismo chuvasio, pero las autoridades soviéticas intentaron reprimir los movimientos nacionalistas redibujando las fronteras de la república, dejando a muchos chuvasios viviendo en repúblicas vecinas o en óblast de Rusia. Durante la mayor parte del período soviético de 1917-1991, los chuvasios fueron objeto de campañas y propaganda de rusificación. El idioma chuvasio desapareció del uso educativo y público. En 1989, comenzó otro renacimiento cultural chuvasio, en parte como respuesta a estos cambios. Pronto, el idioma chuvasio volvió a utilizarse en la vida educativa, pública y política.
Las escuelas en la República de Chuvasia y en áreas fuera que tienen grandes poblaciones de chuvasios enseñan el idioma y la cultura chuvasia. Los chuvasios de Rusia también tienen medios disponibles en sus comunidades locales.

## Idioma
Los chuvasios hablan el idioma chuvasio y tienen algunas tradiciones precristianas. El idioma chuvasio es una lengua túrquica y es el único idioma túrquico ogúrico que sobrevive. El idioma ha sido influenciado por los idiomas tártaro, ruso y ugro-finés. Además, el idioma tene dos o tres dialectos:
- Virjal o turi (en chuvasio: вирьял, тури, lit. 'superior').
- Anat jenchi (en chuvasio: анат енчи, lit. 'medio-inferior').
- Anatri (en chuvasio: анатри, lit. 'inferior')
  - Hirti (en chuvasio: хирти, lit. 'estepa'): este es un subgrupo reconocido por algunos investigadores.

Además de chuvasio, muchas personas también usan el idioma ruso.

## Demografía

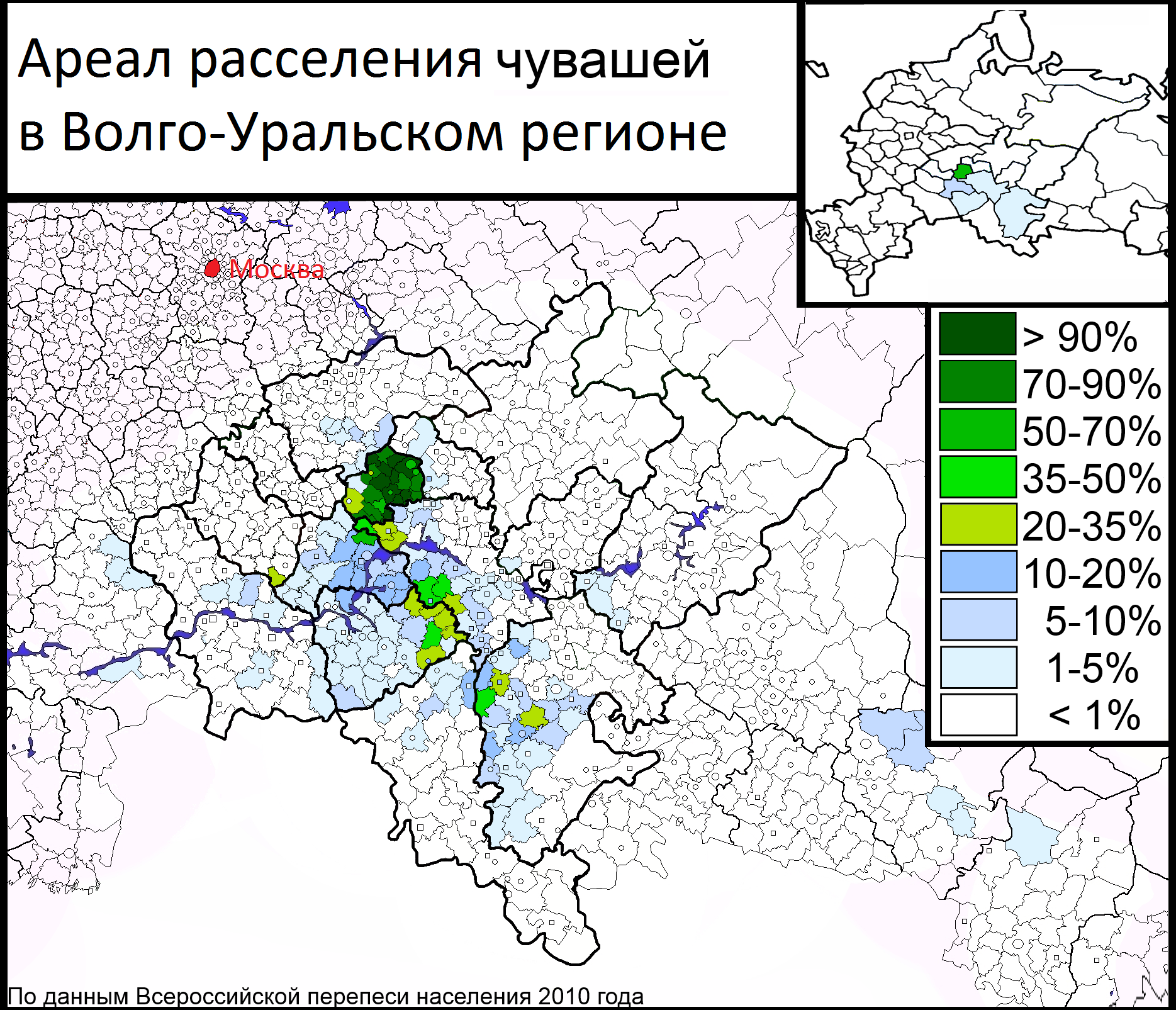
Distribución de chuvasios en la región de Volga-Ural. Fuente: censo ruso de 2010

El número de chuvasios, desde unirse al estado ruso hasta el colapso de la URSS, ha estado en constante crecimiento. Sin embargo, el crecimiento se detuvo y comenzó una disminución significativa en la población chuvasia en el período posterior a 1991. En 1989, 1.842.300 chuvasios vivían en la URSS (este es el número máximo) y en 2019, solo había 1.223.395 chuvasios.
Según los resultados del censo de 2002, había 1.637.200 chuvasios en Rusia; 889.268 de ellos viven en la propia República de Chuvasia, lo que representa el 67,69% de la población de la república. También viven en las repúblicas de Tataristán y Baskortostán, o los óblast de Samara y Uliánovsk. De acuerdo con los resultados del censo de población de toda Rusia (2010), en el período de 2002 a 2010, el número de chuvasios en el país se redujo a 1 435 872 personas, con una reducción en casi 202 mil personas (un 14 %), incluso en la República de Chuvasia se redujo en 75 mil personas (es decir, se redujo al nivel de 1955).

## Genética
Los antropólogos físicos que utilizaron los marcos raciales de principios del siglo XX vieron a los chuvasios como un pueblo mixto ugrofinesa y túrquico.
Un análisis autosómico (2015) detectó una indicación de ascendencia en los onoguros y posiblemente bulgáricos en el chuvasio moderno. Estas tribus onoguras y bulgáricas trajeron el idioma chuvasio con ellos. Otro estudio encontró algunos componentes ugrofineses en la gente de Chuvasia.
Fenotípicamente, no hay diferencias particulares entre los chuvasios, ya que se pueden encontrar fenotipos más caucasoides o más mongoloides entre todos los subgrupos.

## Cultura

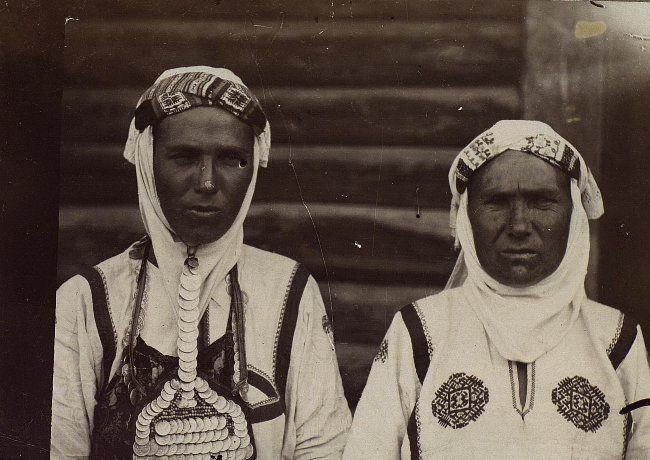
Chuvasias con tocado tradicional para mujeres casadas.

Los chuvasios tienen patrones específicos que se usan en el bordado, que se encuentran en su vestimenta tradicional.

### Modos de vida
Los antiguos antepasados de los chuvasios tenían las habilidades de la agricultura, cultivando principalmente trigo, cebada, mijo, guisantes, espelta, lentejas, cáñamo, lino, centeno en sus tierras utilizando un sistema de tres campos. Sin embargo, la cría de animales sigue siendo de mayor importancia que agricultura en la república. Las granjas en Chuvasia crían ganado vacuno, porcino, ovino y aves e incluso en algunas fincas se ha conservado la cría de caballos. La estructura de la cría de animales está dominada por el ganado vacuno, que tiene una orientación cárnica y láctea.
Desde la antigüedad, los artesanos chuvasios fundieron metal, incluido acero de alta calidad, y fabricaron herramientas, varias partes de vagones y carretas, cerraduras, clavos, platos, joyas, armas, etc. Los artesanos de Chuvasia pudieron fabricar cinceles y cuchillos "autoafilables", entre dos tiras de hierro dulce se colocó una capa de acero endurecido y resistente. Durante la operación, las tiras de hierro se desgastaron más rápido que la capa de acero, por lo que siempre sobresalía de la superficie y servía como filo.
Un rasgo característico de la choza de Chuvasia (en chuvasio: пӳрт) es la presencia de decoración de cebolla a lo largo de la cumbrera del techo y grandes puertas de entrada (en chuvasio: мӑн алӑк).

### Vestimenta
La ropa de tipo tradicional tenía una variedad de formas y opciones. Además de su propósito utilitario (proteger el cuerpo de los efectos del ambiente externo), también tenía funciones simbólicas y rituales. El material para la ropa tradicional chuvasia era lienzo (que se tejía con cáñamo y lino), tela casera, telas compradas, fieltro y cuero. El líber de tilo, el líber y la madera también se usaron para zapatos. 
La ropa festiva se cosía de lienzo fino (en chuvasio: ҫинҫе пир) y de lienzo de calidad media (en chuvasio: вӑтам пир) para camisas de trabajo y bombachos. Se usaba tela de lana delgada (en chuvasio: тала) para caftanes festivos y de bodas (en chuvasio: сӑхман), y tela gruesa para caftanes y chapanes ordinarios.
El conjunto de ropa de mujer incluye blusa femenina (en chuvasio: кӗпе), medallones (en chuvasio: кӗскӗ), un tipo de túnica llamada shupӑr (en chuvasio: шупӑр), delantal, cinturón, bufandas, botas, tӑla (en chuvasio: тӑла, puttees en blanco para base y base media y negro para montar), surpan y surpan tutri (vendajes femeninos con forma de toalla), un vendaje sobre surpan) y masmak (en chuvasio: масмак, cinta para la cabeza). Las niñas llevan un tocado cerrado en forma de llamado tujya y las mujeres casadas un jushpu con la parte superior abierta. Para las vestimentas típicas también se usan muchas joyas con monedas, cuentas y bordados con cuentas.
Los hombres usaban blusa (en chuvasio: кӗпе), pantalones (en chuvasio: йӗм), botas (ya sea botas de fieltro o zapatos de bastón) y  un sombrero llamado kalpak. Los niños iban vestidos de forma idéntica a los adultos, pero sin accesorios de carácter ritual.

### Religión

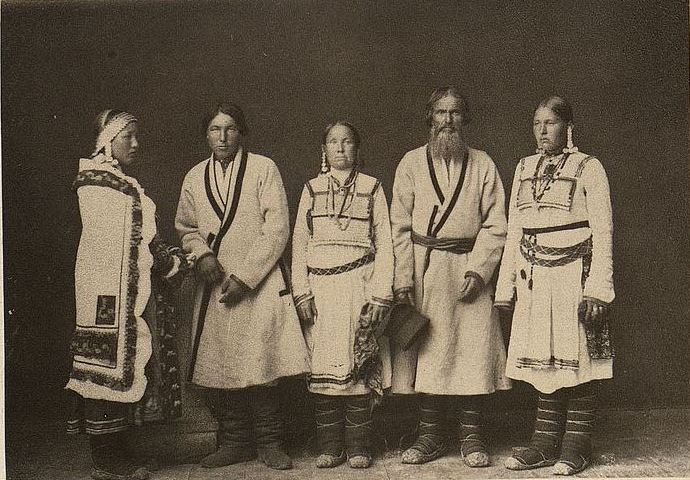
Chuvasios bautizados (1870).

La mayoría de los chuvasios son cristianos ortodoxos orientales y pertenecen a la Iglesia ortodoxa rusa. Después de la subyugación rusa de chuvasios en el siglo XVI, comenzó una campaña de cristianización. La mayoría de chuvasios no se convirtió hasta mediados del siglo XIX, por lo que se conservan algunas tradiciones de chamanismo precristiano en sus actividades culturales. Los chuvasios sincretizaron el cristianismo ortodoxo y el chamanismo; paralelamente se reza en los santuarios llamados keremet y se sacrifica gansos allí. Uno de los principales santuarios se encuentra en la ciudad de Bilyarsk. 
El vattisen yaly es un renacimiento contemporáneo de la religión étnica del pueblo chuvasio. Según la mitología chuvasia, el mundo consta de tres partes con sus respectivas capas: el mundo superior (con tres capas), el mundo medio (el mundo de las personas, una sola capa) y el mundo inferior (tres capas). La tierra, según los mitos, es cuadrada, y los chuvasios viven en su centro; el firmamento en el medio sostiene el Árbol del Mundo. En los cuatro lados, a lo largo de los bordes del cuadrado terrenal, el firmamento se sostiene sobre cuatro pilares: oro, plata, cobre y piedra. En la parte superior de los pilares hay nidos, en ellos hay tres huevos, en los huevos hay patos. En todos los rincones de la Tierra, los chuvasios colocaron bogatyrs (defensores). Las costas de la tierra son lavadas por el océano, y las olas constantemente destruyen las costas. También se creía que el fin del mundo vendría cuando el fin de la tierra llegara a Chuvasia. En esta mitología, el dios supremo está en el mundo superior junto a las almas de los santos y los niños no nacidos. Después de la muerte, el alma del difunto justo pasa por un puente angosto hacia el arcoíris y luego al mundo superior. El alma de un pecador cayó desde un puente angosto al mundo inferior, donde las almas de los pecadores fueron hervidas en nueve calderos. Los sirvientes de Shuitan mantuvieron el fuego debajo de los calderos sin cesar. Los héroes ingresaron al mundo inferior a través de grietas (agujeros) llamados kakör.
Una minoría de chuvasios sigue el Islam y también han conservado muchos rastros de creencias y rituales preislámicos. Esta minoría probablemente adoptó el Islam ya en tiempos de Bulgaria del Volga, pero la mayoría de los chuvasios probablemente se convirtieron durante el período de la Horda de Oro. Algunos chuvasios que se convirtieron al cristianismo tras la conquista rusa volvieron al Islam durante el siglo XIX y principios del XX.